# Mortimer von Kessel
Mortimer von Kessel (25 de mayo de 1893 - 8 de enero de 1981) fue un general del ejército alemán que participó en la Segunda Guerra Mundial alcanzando el rango de General de Tropas Panzer (General der Panzertruppe).
Se alistó en la ejército alemán en 1914 y fue comisionado como teniente en el 12.º regimiento de Húsares el 22 de marzo de 1915, siendo condecorado con la Cruz de Hierro de primera y segunda clase en la Primera Guerra Mundial. Continuó su carrera en el Reichswehr donde alcanzó el rango de teniente coronel (oberstleutnant) en 1937.
Dirigió un regimiento de reconocimiento durante la invasión de Polonia de 1939 y fue ascendido a coronel (oberst) en octubre del mismo año y encargado de la dirección del Departamento de Personal del Ejército al mes siguiente, cargo en el que permaneció hasta enero de 1943, recibiendo el ascenso a Mayor General (Generalmajor) en 1942. El 8 de mayo de 1943 recibió el comando de la 20.ª División Panzer.
El 1 de diciembre de 1943 fue ascendido a Teniente General (Generalleutnant) y le fue otorgada la Cruz de Caballero de la Cruz de Hierro por la defensa de la región de Vitebsk en el Frente Oriental. Por su desempeño durante la ofensiva soviética en el verano de 1944 fue condecorado con las Hojas de Roble a la Cruz de Caballero de la Cruz de Hierro. En diciembre de 1944 se le otorgó el comando del VII Cuerpo Panzer en Prusia Oriental. El 1 de marzo de 1945 fue ascendido a General der Panzertruppe y continuó en el comando de las unidades panzer hasta su captura.

## Distinciones
- Cruz de Hierro (1914)
  - 2.ª clase (27 de marzo de 1915)
  - 1.ª clase (25 de septiembre de 1917)
- Cruz de Honor
- Cruz de Hierro (1939)
  - 2.ª clase (5 de julio de 1943)
  - 1.ª clase (23 de julio de 1943)
- Cruz de Caballero de la Cruz de Hierro
  - Cruz de Caballero el 28 de diciembre de 1943 como Generalmajor y comandante de la 20.ª División Panzer
  - 611.ª Hojas de Roble el 16 de octubre de 1944 como Generalleutnant y comandante de la 20.ª División Panzer